# Reginald de Windt
Reginald de Windt (ur. 30 listopada 1983 na Curaçao) – judoka z Curaçao. Uczestniczył w letnich igrzyskach olimpijskich w Londynie w 2012 roku jak Niezależny Sportowiec Olimpijski. 

## Udziałletnich igrzyskach olimpijskich 2012
W Londynie startował w kategorii wagowej do 81 kilogramów. Zmagania zaczął od drugie rundy, czyli od 1/16 finału. Zawody tej rundy rozpoczęły się we wtorek 31 lipca. De Windt stanął do pojedynku w piętnastym pojedynku. jego przeciwnikiem był z reprezentant Rosji, Ivan Nifontov, z którym przegrał 0004-1000 odpadając tym samym z rywalizacji o medale. W tej konkurencji zwyciężył Koreańczyk Kim Jae-bum. De Windt został sklasyfikowany na 17. pozycji ex aequo z zawodnikami, którzy odpadli w tej samej rundzie.
| Zawodnik          | Konkurencja | 1/32             | 1/16                      | 1/8              | Ćwierćfinał      | Półfinał         | Repesaże         | O 3. miejsce     | Finał            | Finał   |
| Zawodnik          | Konkurencja | Przeciwnik Wynik | Przeciwnik Wynik          | Przeciwnik Wynik | Przeciwnik Wynik | Przeciwnik Wynik | Przeciwnik Wynik | Przeciwnik Wynik | Przeciwnik Wynik | Pozycja |
| ----------------- | ----------- | ---------------- | ------------------------- | ---------------- | ---------------- | ---------------- | ---------------- | ---------------- | ---------------- | ------- |
| Reginald de Windt | - 81 kg     | BYE              | Ivan Nifontov P 0004-1000 | NQ               | NQ               | NQ               | NQ               | NQ               | NQ               | 17.     |